# Інтерферометр Майкельсона

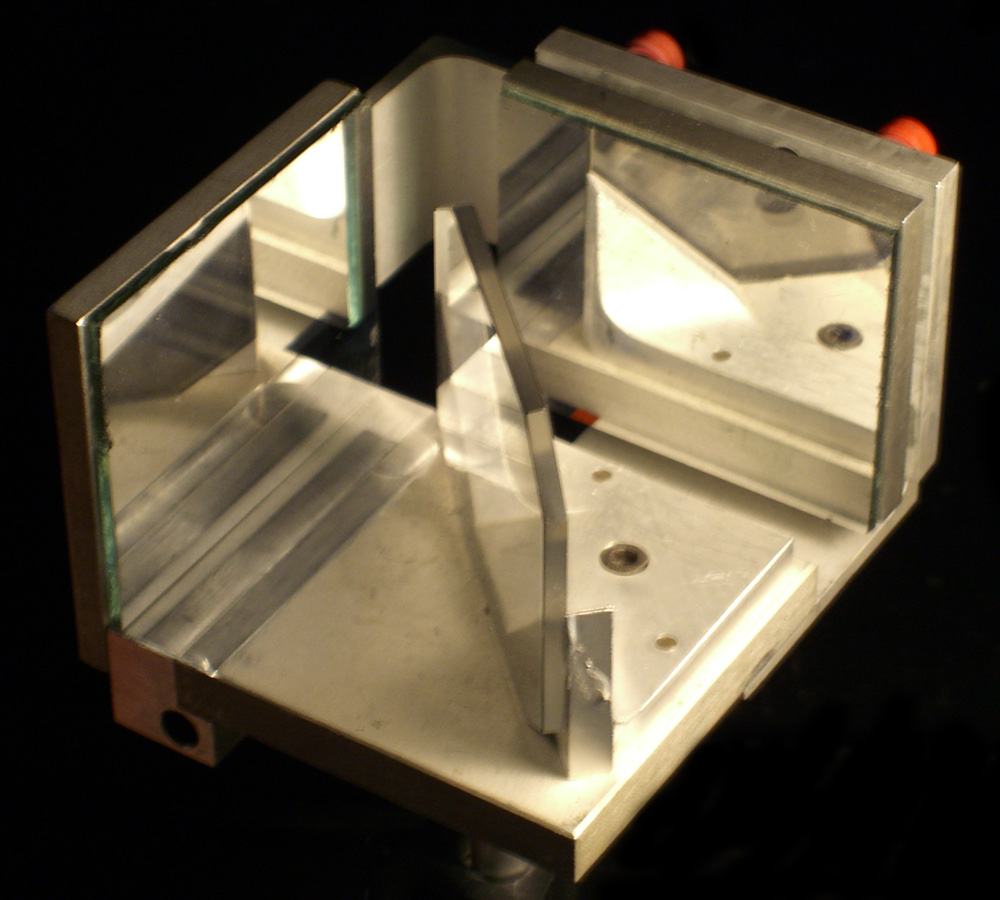
Настільний інтерферометр Майкельсона

Схема ходу променів у інтерферометрі

Інтерферо́метр Майкельсо́на — оптичний прилад, призначений для отримання і аналізу інтерференційної картини від когерентних світлових променів, що пройшли різний шлях. Прилад носить ім'я свого винахідника - Альберта Майкельсона.

## Будова
Центральним елементом інтерферометра Майкельсона є напівпрозора пластинка, призначена для того, щоб розділити світловий промінь на два когерентні промені, а потім знову об'єднати їх, забезпечуючи інтерференцію. Світловий промінь від джерела світла падає на пластинку під кутом 45o. Світло частково відбивається від пластинки, а частково проходить її. На певній віддалі від пластинки під прямим кутом до променів встановлені дзеркала. Відбившись від дзеркал, промені знову повертаються до пластинки, частково відбиваючись, а частково проходячи її. Проміжки між напівпрозорою пластинкою та дзеркалом називаються плечами інтерферометра. Екран, на якому формується інтерференційна картина, або детектор оптичного випромінювання встановлений навпроти одного із дзеркал, так, що джерело світла, два дзеркала і детектор утворюють хрест.
Світловий промінь розділяється на два. Один із променів відбивається від напівпрозорої пластинки і проходить до дзеркала (вгору на схемі). Відбившись від дзеркала, промінь повертається і проходить через напівпрозору пластинку до детектора. Інший промінь проходить через напівпрозору пластинку до іншого дзеркала, відбивається від нього, повертається до пластинки і відбивається в напрямку детектора. Інтерференційна картина залежить від різниці оптичного шляху двох променів.

## Застосування
Інтерферометр Майкельсона був сконструйований для проведення експерименту Майкельсона-Морлі, в якому була продемонстрована відсутність ефірного вітру.
В сучасну епоху інтерферометр Майкельсона використовується в основному як основний елемент Фур'є-спектроскопії.